# Takako Matsu
Takako Matsu (松たか子, Matsu Takako), com o nome de nascimento Takako Fujima (藤間隆子, Fujima Takako, a 10 de junho de 1977, em Tóquio, Japão), é uma atriz e cantora japonesa.Em 2010 fez parte do elenco do filme Kokuhaku dirigido por Tetsuya Nakashima, interpretando a personagem Yuko Moriguchi.

## Filmes
- The Little House (2014)
- Dreams for Sale (2012)
- Confessions (2010)
- Villon's Wife (2009)
- K-20: Kaijin Niju Menso Den (2008)
- Hero (2007)
- Tokyo Tower (2007)
- Bravestory (2006)
- The Uchouten Hotel (2006)
- Kakushiken Oni no tsume (Hidden Sword Claw of Ogle, 2004)
- 9 Souls (2003)
- Shigatsu No Monogatari (April Story) (1998)
- Tokyo Biyori (1999)
- Endorsements
- Anna To Yuki No Joo (Anna And The Snow Queen)